# Park Narodowy Kaa-Iya
Park Narodowy Kaa-Iya, właściwie Park Narodowy i Obszar Przyrodniczy Zintegrowanego Zarządzania Kaa-Iya (hiszp. Parque nacional y área natural de manejo integrado Kaa Iya) – park narodowy w Boliwii położony w departamencie Santa Cruz, w prowincjach Cordillera (gmina Charagua) i Chiquitos (gmina San José de Chiquitos). Został utworzony 21 września 1995 roku i jest największym parkiem narodowym w Boliwii. Zajmuje obszar 34 411,15 km². Od 2001 roku jest wpisany na listę konwencji ramsarskiej. W 2008 roku został zakwalifikowany przez BirdLife International jako ostoja ptaków IBA. Park jest współzarządzany przez organizację Indian z grupy etnicznej Izoceño-Guarani – Capitanía del Alto y Bajo Izozog (CABI).

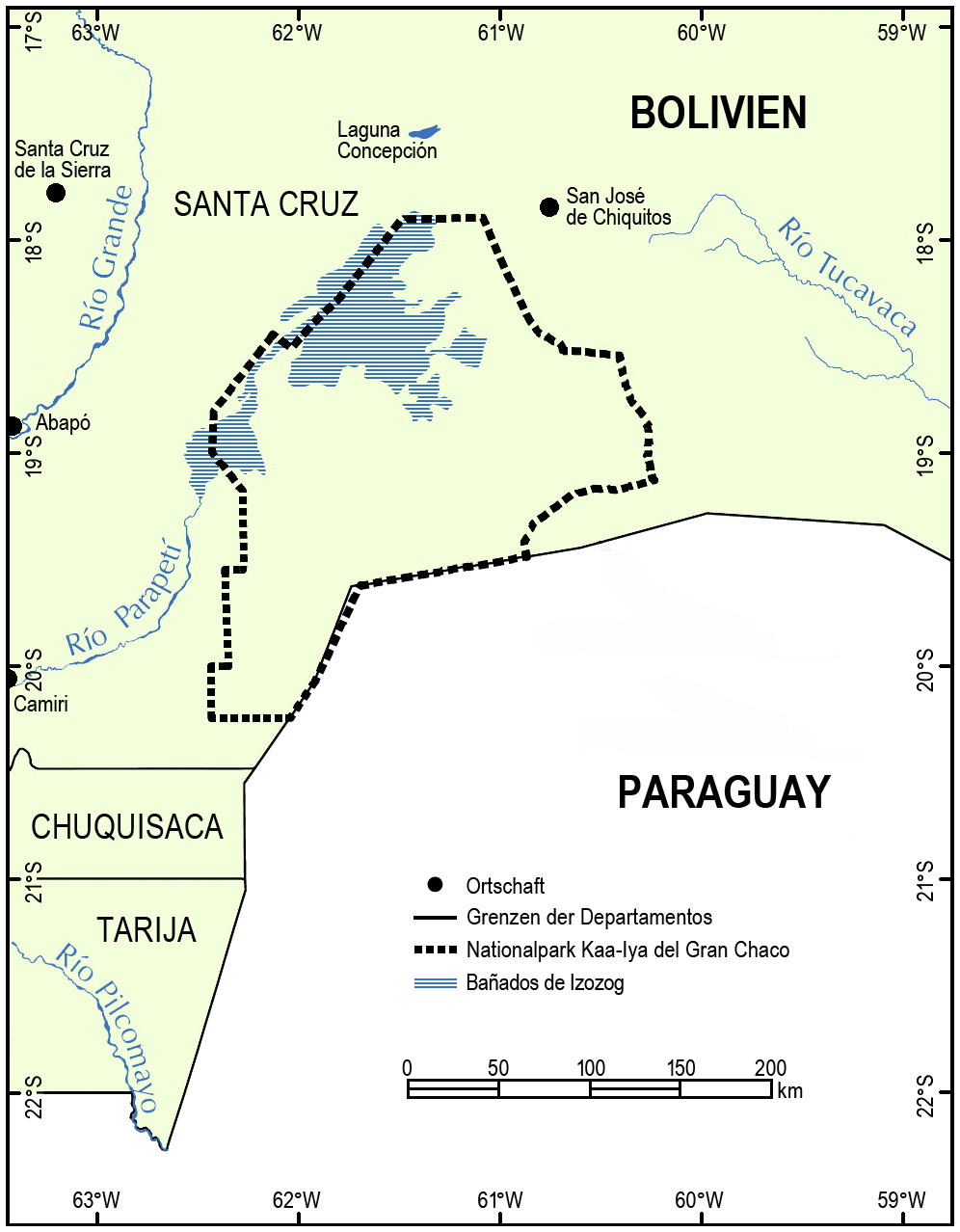
Mapa parku

## Opis
Park zajmuje dużą część równiny Gran Chaco (wysokość od 200 do 400 m n.p.m.) położonej przy granicy z Paragwajem, w dorzeczu rzeki Parapetí. Jest to największy na świecie chroniony fragment tropikalnych lasów kserofitycznych. Obejmuje większość ekosystemów istniejących w Gran Chaco (suchy las tropikalny, różne typy lasów deszczowych, suche lasy liściaste, gaje palmowe, itp.).
Klimat jest ciepły, typowy dla regionów suchych i półpustynnych, z dużymi wahaniami temperatury w ciągu roku. Średnia roczna temperatura wynosi +26 ºC. Opady deszczu wahają się od 1000 mm rocznie na północnym zachodzie do mniej niż 400 mm na południowym zachodzie.

## Flora
W parku występuje około 880 gatunków roślin naczyniowych. W lasach rosną narażona na wyginięcie (VU) Caesalpinia paraguariensis, zagrożona wyginięciem (EN) Bulnesia sarmientoi, a także m.in.: Schinopsis lorentzii, Schinopsis cornuta, Astronium urundeuva, Prosopis chilensis, Prosopis vinalillo, Chorisia speciosa, Aspidosperma pyrifolium, Aspidosperma triternatum, Izozogia nellii, Astronium urundeuva, Ziziphus mistol, Bougainvillea praecox, Acosmium cardenassi, Anadenanthera macrocarpa, Tabebuia nodosa oraz palmy takie jak m.in.: Attalea princeps, Copernicia alba, Trithrinax schizophylla.
Na stale zalewanych terenach rośnie głównie Eleocharis fistulosa, Desmodium cajanifolium i Leersia hexandra.  

## Fauna
W parku zarejestrowano 514 gatunków fauny, w tym 59 gatunków dużych ssaków, 301 gatunków ptaków, 89 gatunków herpetofauny i 65 gatunków małych ssaków.
Ssaki to narażone na wyginięcie (VU) pekari białobrody, mrówkojad wielki, tapir amerykański i zębolita olbrzymia, zagrożony wyginięciem (EN) pekarczyk czakoański, a także m.in.: bolita południowa, puklerzowiec skryty, kabassu argentyński, mara solniskowa, tukotuko duży, gwanako andyjskie, sarniak pampasowy, jaguar amerykański, puma płowa, nibylis pampasowy, ocelot wielki, majkong krabożerny, uistiti czarnogoonowa, Callicebus moloch, wyjec czarny, uistiti srebrzysta.
Ptaki to narażony na wyginięcie (VU) czubacz gołolicy, zagrożona wyginięciem (EN) urubitinga czubata, a także m.in.: kariama czerwononoga, nandu szare, gołąbeczek cynamonowy, siniaczek plamisty, penelopa krzykliwa, czakalaka bura, konura brazylijska, szmaragdolotka białooka, amazonka niebieskoczelna, Pitangus lictor, żarek rubinowy, sępnik czarny, jaskólak, kanialuk szary, urubitinga czarna, wojownik białogłowy, żabiru amerykański.
Najczęściej spotykane gady to m.in.: teju argentyński, amejwa pospolita, żabuti czarny, Geochelone chilensis, Erythrolamprus poecilogyrus, Phalotris tricolor, Pseudoboa nigra, Sibynomorphus lavillai, Bothrops neuwiedi, grzechotnik straszliwy, kajman żakare.
Płazy żyjące w parku to m.in.: Rhinella granulosa, Rhinella schneideri, Boana raniceps, Phyllomedusa boliviana, Leptodactylus fuscus, Elachistocleis ovalis.